# Choerophryne murrita
Espèce
Synonymes
- Albericus murritus Kraus & Allison, 2009

Choerophryne murrita est une espèce d'amphibiens de la famille des Microhylidae.

## Répartition
Cette espèce est endémique de la province des Hautes-Terres méridionales en Papouasie-Nouvelle-Guinée. Elle n'est connue que des rives de la Tumbutu vers 1 700 m d'altitude sur le versant Nord des monts Muller.

## Description
Choerophryne murrita mesure de 14 à 19 mm. Son dos est brun avec des taches noires irrégulières et de minuscules points blancs. Sa peau présente des verrues et est assez rugueuse. Son ventre est gris foncé avec de petites taches gris clair.

## Étymologie
Son nom d'espèce, de l'adjectif latin murrita, « qui parle comme une souris », fait référence à son chant.

## Publication originale
- Kraus & Allison, 2009 : New microhylid frogs from the Muller Range, Papua New Guinea. ZooKeys, vol. 26, p. 53-76 (texte intégral).